# Mistrzostwa Świata w Strzelectwie 1930
Mistrzostwa Świata w Strzelectwie 1930 – 27. edycja mistrzostw świata w strzelectwie. Odbyły się one w belgijskiej Antwerpii.
Rozegrano siedemnaście konkurencji. Najwięcej medali zdobył Amerykanin Harry Renshaw (siedem krążków). W klasyfikacji medalowej zwyciężyła reprezentacja Szwajcarii. Gospodarze uplasowali się na szóstym miejscu, z dorobkiem dwóch srebrnych i jednego brązowego medalu.

## Klasyfikacja medalowa
Gospodarze mistrzostw
| Pozycja | Kraj              | Złoto | Srebro | Brąz | Łącznie |
| ------- | ----------------- | ----- | ------ | ---- | ------- |
| 1       | Szwajcaria        | 5     | 4      | 4    | 13      |
| 2       | Stany Zjednoczone | 5     | 1      | 4    | 10      |
| 3       | Finlandia         | 4     | 5      | 2    | 11      |
| 4       | Dania             | 2     | 1      | 4    | 7       |
| 5       | Holandia          | 1     | 0      | 0    | 1       |
| 6       | Belgia            | 0     | 2      | 1    | 3       |
| 7       | Włochy            | 0     | 2      | 0    | 2       |
| 8       | Francja           | 0     | 1      | 2    | 3       |
| 9       | Czechosłowacja    | 0     | 1      | 0    | 1       |

## Wyniki
| Konkurencja                                     | Złoto                                                                                             | Wynik     | Srebro                                                                                   | Wynik     | Brąz                                                                                          | Wynik     |
| Karabin wojskowy, trzy postawy, 300 m           | Karl Zimmermann                                                                                   | 472 pkt.  | Camillo Isnardi                                                                          | 456 pkt.  | Georges Roes                                                                                  | 449 pkt.  |
| Karabin wojskowy leżąc, 300 m                   | Karl Zimmermann                                                                                   | 180 pkt.  | Camillo Isnardi                                                                          | 169 pkt.  | Lucien Genot                                                                                  | 165 pkt.  |
| Karabin wojskowy klęcząc, 300 m                 | Karl Zimmermann                                                                                   | 168 pkt.  | Wilhelm Schnyder                                                                         | 159 pkt.  | Jacques Lafortune                                                                             | 156 pkt.  |
| Karabin wojskowy stojąc, 300 m                  | Christiaan Both                                                                                   | 147 pkt.  | Rudolf Brachtl                                                                           | 138 pkt.  | Wilhelm Schnyder                                                                              | 137 pkt.  |
| Karabin dowolny, trzy postawy, 300 m            | Einari Oksa                                                                                       | 1111 pkt. | Harry Renshaw                                                                            | 1100 pkt. | Josias Hartmann                                                                               | 1099 pkt. |
| Karabin dowolny, trzy postawy, 300 m, drużynowo | Stany Zjednoczone Morris Fisher Harry Renshaw Russell Seitzinger Joe Sharp Emmett Swanson         | 5441 pkt. | Szwajcaria Fernand Demièrre Josias Hartmann Jakob Reich Ernst Tellenbach Karl Zimmermann | 5407 pkt. | Finlandia Kullervo Leskinen Sven Lindgren Einari Oksa Niilo Talvenheimo Edvard Toivonen       | 5337 pkt. |
| Karabin dowolny leżąc, 300 m                    | Kullervo Leskinen                                                                                 | 389 pkt.  | Sven Lindgren                                                                            | 386 pkt.  | Fernand Demièrre                                                                              | 385 pkt.  |
| Karabin dowolny klęcząc, 300 m                  | Russell Seitzinger                                                                                | 375 pkt.  | Jakob Reich                                                                              | 375 pkt.  | Emmett Swanson                                                                                | 372 pkt.  |
| Karabin dowolny stojąc, 300 m                   | Einari Oksa                                                                                       | 359 pkt.  | Josias Hartmann                                                                          | 351 pkt.  | Harry Renshaw                                                                                 | 348 pkt.  |
| Pistolet dowolny, 50 m                          | Jean Révilliod de Budé                                                                            | 538 pkt.  | Marcel Lafortune                                                                         | 535 pkt.  | Wilhelm Schnyder                                                                              | 533 pkt.  |
| Pistolet dowolny, 50 m, drużynowo               | Szwajcaria Ernst Flückiger Severin Crivelli Jean Révilliod de Budé Wilhelm Schnyder Fritz Zulauf  | 2649 pkt. | Francja Marcel Bonin Charles des Jammonières Gantier Paul Gremeaux G. Régis              | 2535 pkt. | Dania Anker Boll Christian Jensen Niels Larsen Christian Lehrman Axel Lerche                  | 2520 pkt. |
| Karabin małokalibrowy leżąc, 50 m               | Sven Lindgren                                                                                     | 392 pkt.  | Kullervo Leskinen                                                                        | 392 pkt.  | Erhard Kubstrup                                                                               | 390 pkt.  |
| Karabin małokalibrowy leżąc, 50 m, drużynowo    | Dania Erhard Kubstrup K. Sørensen A. Bjørn P. Pedersen Anders Peter Nielsen                       | 1926 pkt. | Finlandia Kullervo Leskinen Sven Lindgren Einari Oksa Niilo Talvenheimo Edvard Toivonen  | 1924 pkt. | Stany Zjednoczone William Bruce Morris Fisher Harry Renshaw Russell Seitzinger Emmett Swanson | 1900 pkt. |
| Karabin małokalibrowy klęcząc, 50 m             | Emmett Swanson                                                                                    | 382 pkt.  | Kullervo Leskinen                                                                        | 381 pkt.  | Einari Oksa                                                                                   | 381 pkt.  |
| Karabin małokalibrowy klęcząc, 50 m, drużynowo  | Stany Zjednoczone William Bruce Frank Parsons Jr. Harry Renshaw Russell Seitzinger Emmett Swanson | 1877 pkt. | Finlandia Lars Klärich Kullervo Leskinen Sven Lindgren Einari Oksa Niilo Talvenheimo     | 1863 pkt. | Dania Niels Larsen G. Krolykke Erhard Kubstrup P. Pedersen Mygard                             | 1843 pkt. |
| Karabin małokalibrowy stojąc, 50 m              | P. Pedersen                                                                                       | 368 pkt.  | Erhard Kubstrup                                                                          | 368 pkt.  | Harry Renshaw                                                                                 | 368 pkt.  |
| Karabin małokalibrowy stojąc, 50 m, drużynowo   | Stany Zjednoczone William Bruce Joe Sharp Frank Parsons Jr. Harry Renshaw Russell Seitzinger      | 1804 pkt. | Belgia Paul Van Asbroeck Marcel Gheyssens Marcel Lafortune Jacques Lafortune Paul Sylva  | 1794 pkt. | Dania Erhard Kubstrup Anders Peter Nielsen Christen Møller P. Pedersen K. Sørensen            | 1770 pkt. |